# 516
516 (DXVI) fue un año bisiesto comenzado en viernes del calendario juliano, en vigor en aquella fecha.
En el Imperio romano, el año fue nombrado el del consulado de Petro sin colega, o menos comúnmente, como el 1269 Ab urbe condita, adquiriendo su denominación como 516 al establecerse el anno Domini por el 525.

## Acontecimientos
- Concilio de Tarragona, en el que participa Nebridio de Egara.
- Los sajones fundan el reino de Wessex, entre la isla de Wight y el alto Támesis, en Inglaterra.[1]

## Nacimientos
- Leovigildo, rey de los visigodos.
- Atalarico, rey de los ostrogodos.

## Fallecimientos
- Gundebaldo, rey de los burgundios (473-516) y magister militum (472-473) del Imperio romano de occidente.